# Kevin Tumba
Kevin Tumba (Lubumbashi, 23 febbraio 1991) è un cestista della Repubblica Democratica del Congo con cittadinanza belga.